# Мечеть Эртогрулгазы
Мечеть Эртогрулгазы (туркм. Ärtogrulgazy metjidi) — одна из самых красивых мечетей Ашхабада, построенная в турецком стиле, является самой большой в городе. Мечеть насчитывает четыре минарета. Одна из первых мечетей, построенных после обретения независимости Туркменистана, в начале 1990-х годов. Названа в честь тюркского правителя Эртогрула.

## История
Идея построить мечеть была предложена в 1992 году премьер-министром Турции Сулейманом Демирелем. 12 января 1993 года был заложен фундамент. При строительстве имело место несколько смертей. Открыта в 1998 году, и названа в честь Османского султана Эртогрула. Имеет внешнее сходство со стамбульской Голубой мечетью, так как построена в классическом османском стиле.